# Ron Perlman
Ronald Francis Perlman (sinh ngày 13 tháng 4 năm 1950) là một diễn viên lồng tiếng người Mỹ.

## Thời thơ ấu
Ronald Francis Perlman sinh tại Washington Heights, thành phố New York, Hoa Kỳ. Ông là con trai của Dorothy (nhũ danh: Rosen) và Bertram "Bert" Perlman.

## Danh sách phim

### Điện ảnh
| Năm  | Phim                                                        | Vai                                             | Ghi chú                                                                             |
| ---- | ----------------------------------------------------------- | ----------------------------------------------- | ----------------------------------------------------------------------------------- |
| 1981 | Quest for Fire                                              | Amoukar                                         | Đề cử — Genie Award for Best Performance by a Foreign Actor                         |
| 1984 | The Ice Pirates                                             | Zeno                                            |                                                                                     |
| 1986 | The Name of the Rose                                        | Salvatore                                       |                                                                                     |
| 1992 | Sleepwalkers                                                | Captain Soames                                  |                                                                                     |
| 1993 | Cronos                                                      | Angel De La Guardia                             |                                                                                     |
| 1993 | Romeo Is Bleeding                                           | Jack's attorney                                 |                                                                                     |
| 1993 | When the Bough Breaks                                       | Dr. Douglas Eben                                |                                                                                     |
| 1993 | The Adventures of Huck Finn                                 | Pap Finn                                        |                                                                                     |
| 1994 | Double Exposure                                             | John McClure                                    |                                                                                     |
| 1994 | Police Academy: Mission to Moscow                           | Konstantine Konali                              |                                                                                     |
| 1994 | Sensation                                                   | Detective Pantella                              |                                                                                     |
| 1995 | The City of Lost Children                                   | One                                             |                                                                                     |
| 1995 | Fluke                                                       | Sylvester                                       |                                                                                     |
| 1995 | The Last Supper                                             | Norman Arbuthnot                                |                                                                                     |
| 1996 | The Island of Dr. Moreau                                    | Sayer of the Law                                |                                                                                     |
| 1997 | Prince Valiant                                              | Boltar                                          |                                                                                     |
| 1997 | Tinseltown                                                  | Cliff                                           |                                                                                     |
| 1997 | Alien Resurrection                                          | Johner                                          |                                                                                     |
| 1998 | I Woke Up Early the Day I Died                              | Cemetery Caretaker                              |                                                                                     |
| 1998 | Frogs for Snakes                                            | Gascone                                         |                                                                                     |
| 1998 | The Protector                                               | Dr. Ramsey Krago                                |                                                                                     |
| 1998 | An American Tail: The Treasure of Manhattan Island          | Mr. Grasping (lồng tiếng)                       | Phát hành dưới dạng DVD                                                             |
| 1999 | Happy, Texas                                                | Marshal Nalhober                                |                                                                                     |
| 2000 | The Trial of Old Drum                                       | Charles Burden Sr.                              |                                                                                     |
| 2000 | Titan A.E.                                                  | Sam Tucker (lồng tiếng)                         |                                                                                     |
| 2000 | Operation Sandman                                           | Dr. Harlan Jessup                               |                                                                                     |
| 2000 | The King's Guard                                            | Lord Morton                                     |                                                                                     |
| 2000 | Price of Glory                                              | Nick Everson                                    |                                                                                     |
| 2000 | Bread and Roses                                             | (Chính mình)                                    | Vai diễn khách mời Không được ghi danh                                              |
| 2000 | Stroke                                                      | Schumaker                                       |                                                                                     |
| 2001 | Down                                                        | Mitchell                                        |                                                                                     |
| 2001 | Enemy at the Gates                                          | Koulikov                                        |                                                                                     |
| 2002 | Blade II                                                    | Dieter Reinhardt                                |                                                                                     |
| 2002 | Night Class                                                 | Morgan                                          |                                                                                     |
| 2002 | Crime and Punishment                                        | Dusharo                                         |                                                                                     |
| 2002 | Star Trek: Nemesis                                          | Reman Viceroy                                   |                                                                                     |
| 2002 | Shakedown                                                   | Christopher 'St. Joy' Bellows                   | Phát hành dưới dạng DVD                                                             |
| 2002 | L'Chayim, Comrade Stalin!                                   | Narrator                                        |                                                                                     |
| 2003 | Boys on the Run                                             | Captain                                         |                                                                                     |
| 2003 | Rats                                                        | Dr. William Winslow                             |                                                                                     |
| 2003 | Hoodlum & Son                                               | 'Ugly' Jim McCrae                               |                                                                                     |
| 2003 | Absolon                                                     | Murchison                                       |                                                                                     |
| 2003 | Two Soldiers                                                | Colonel McKellog                                | Phim ngắn                                                                           |
| 2003 | Looney Tunes: Back in Action                                | VP for Never Learning                           |                                                                                     |
| 2004 | Comic Book: The Movie                                       | (Chính mình)                                    | Khách mời Phát hành dưới dạng DVD                                                   |
| 2004 | Hellboy                                                     | Hellboy                                         |                                                                                     |
| 2004 | Quiet Kill                                                  | Detective Sergeant Perry                        |                                                                                     |
| 2005 | The Second Front                                            | General von Binding                             |                                                                                     |
| 2005 | Missing in America                                          | Red                                             |                                                                                     |
| 2005 | Tarzan II                                                   | Kago (lồng tiếng)                               | Phát hành dưới dạng DVD                                                             |
| 2005 | Scooby-Doo! in Where's My Mummy?                            | Hotep (lồng tiếng)                              | Phát hành dưới dạng DVD                                                             |
| 2006 | Local Color                                                 | Curtis Sunday                                   |                                                                                     |
| 2006 | How to Go Out on a Date in Queens                           | Vito                                            |                                                                                     |
| 2006 | The Last Winter                                             | Ed Pollack                                      | Đề cử — Gotham Award for Best Ensemble Cast                                         |
| 2006 | Five Girls                                                  | Father Drake                                    |                                                                                     |
| 2006 | Scooby-Doo! Pirates Ahoy!                                   | Captain Skunkbeard/Biff Wellington (lồng tiếng) | Phát hành dưới dạng DVD                                                             |
| 2006 | Hellboy: Sword of Storms                                    | Hellboy (lồng tiếng)                            | Phát hành dưới dạng DVD                                                             |
| 2007 | In the Name of the King: A Dungeon Siege Tale               | Norick                                          |                                                                                     |
| 2007 | Hellboy: Blood and Iron                                     | Hellboy (lồng tiếng)                            | Phát hành dưới dạng DVD                                                             |
| 2007 | Battle for Terra                                            | Elder Vorin (lồng tiếng)                        |                                                                                     |
| 2008 | The Spiderwick Chronicles                                   | Redcap (lồng tiếng)                             | Không được ghi danh                                                                 |
| 2008 | Uncross the Stars                                           | Bobby Walden                                    |                                                                                     |
| 2008 | Hellboy II: The Golden Army                                 | Hellboy                                         | Đề cử — Scream Award for Best Fantasy Actor Đề cử — Scream Award for Best Superhero |
| 2008 | Outlander                                                   | Gunnar                                          |                                                                                     |
| 2008 | Spirit of the Forest                                        | Oak (lồng tiếng)                                |                                                                                     |
| 2008 | Mutant Chronicles                                           | Brother Samuel                                  |                                                                                     |
| 2009 | The Devil's Tomb                                            | Wesley                                          |                                                                                     |
| 2009 | Dark Country                                                | Deputy Thompson                                 | Phát hành dưới dạng DVD                                                             |
| 2009 | I Sell The Dead                                             | Father Duffy                                    |                                                                                     |
| 2009 | The Job                                                     | Jim                                             |                                                                                     |
| 2010 | Killer by Nature                                            | Dr. Julian                                      |                                                                                     |
| 2010 | Acts of Violence                                            | Priest Bill                                     |                                                                                     |
| 2010 | Tangled                                                     | The Stabbington Brothers (lồng tiếng)           |                                                                                     |
| 2010 | Bunraku                                                     | Nicola                                          |                                                                                     |
| 2010 | The Legend of Secret Pass                                   | Parker (lồng tiếng)                             |                                                                                     |
| 2010 | Season of the Witch                                         | Felson                                          |                                                                                     |
| 2011 | The Littlest Angel                                          | God (lồng tiếng)                                |                                                                                     |
| 2011 | Conan the Barbarian                                         | Corin                                           |                                                                                     |
| 2011 | Drive                                                       | Nino                                            |                                                                                     |
| 2011 | Elwood                                                      | Louie the Jaw                                   | Phim ngắn Kiêm giám đốc sản xuất                                                    |
| 2012 | The Scorpion King 3: Battle for Redemption                  | Horus                                           | Phát hành dưới dạng DVD                                                             |
| 2012 | Bad Ass                                                     | Mayor Williams                                  |                                                                                     |
| 2012 | The Punisher: Dirty Laundry                                 | Big Mike                                        | Phim ngắn                                                                           |
| 2012 | Crave                                                       | Pete                                            |                                                                                     |
| 2012 | 3,2,1... Frankie Go Boom                                    | Phil                                            |                                                                                     |
| 2012 | The Savoy King: Chick Webb & the Music That Changed America | Gene Krupa (lồng tiếng)                         |                                                                                     |
| 2013 | Đại chiến Thái Bình Dương                                   | Hannibal Chau                                   |                                                                                     |
| 2013 | Justice League: The Flashpoint Paradox                      | Slade Wilson/Deathstroke (lồng tiếng)           | Phát hành dưới dạng DVD                                                             |
| 2013 | Percy Jackson: Sea of Monsters                              | Polyphemus (lồng tiếng)                         |                                                                                     |
| 2014 | The Virginian                                               | Judge Henry                                     | Phát hành dưới dạng DVD                                                             |
| 2014 | Tbilisi, I Love You                                         | American motorcyclist                           |                                                                                     |
| 2014 | 13 Sins                                                     | Chilcoat                                        |                                                                                     |
| 2014 | Before I Disappear                                          | Bill                                            |                                                                                     |
| 2014 | Kid Cannabis                                                | Barry Lerner                                    |                                                                                     |
| 2014 | Dermaphoria                                                 | Anslinger                                       |                                                                                     |
| 2014 | The Book of Life                                            | Xibalba (lồng tiếng)                            |                                                                                     |
| 2014 | Skin Trade                                                  | Viktor Dragovic                                 |                                                                                     |
| 2014 | Poker Night                                                 | Calabrese                                       |                                                                                     |
| 2015 | Moonwalkers                                                 | Kidman                                          |                                                                                     |
| 2015 | Stonewall                                                   | Ed Murphy                                       |                                                                                     |
| 2016 | Chuck                                                       | Al Braverman                                    |                                                                                     |
| 2016 | Howard Lovecraft and the Frozen Kingdom                     | Shoggoth (lồng tiếng)                           |                                                                                     |
| 2016 | Fantastic Beasts and Where to Find Them                     | Gnarlack                                        |                                                                                     |
| 2017 | Sergio and Sergei                                           | Peter                                           |                                                                                     |
| 2017 | Howard Lovecraft and the Undersea Kingdom                   | Shoggoth (lồng tiếng)                           |                                                                                     |
| 2017 | Pottersville                                                | Sheriff Jack                                    | Kiêm nhà sản xuất                                                                   |
| 2018 | Robodog                                                     | Marshall (lồng tiếng)                           | Hậu kỳ                                                                              |
| 2018 | Asher                                                       | Asher                                           | Hậu kỳ                                                                              |
| 2018 | "Westside Vs The World (Documentary)"                       | (Thuyết minh)                                   | Hậu kỳ                                                                              |
| 2021 | Đừng nhìn lên                                               | Đại tá Ben Drask                                |                                                                                     |
| 2022 | Transformers: Quái thú trỗi dậy                             | Optimus Primal                                  | Lồng tiếng                                                                          |
| 2022 | Pinocchio của Guillermo del Toro                            | Mangiafuoco                                     | Lồng tiếng                                                                          |

### Truyền hình
| Năm        | Phim                                          | Vai                                       | Ghi chú |
| ---------- | --------------------------------------------- | ----------------------------------------- | --- |
| 1979       | Ryan's Hope                                   | Dr. Bernie Marx                           | 2 tập |
| 1985       | The Fall Guy                                  | Thug                                      | Tập: "Split Image" |
| 1985       | Our Family Honor                              | Bausch                                    | Tập: "Pilot" |
| 1985       | MacGruder and Loud                            | Attorney                                  | Tập: "The Very Scary Man" |
| 1985       | Our Family Honor                              | Bausch                                    | Tập: "Split Image" |
| 1986       | The Insiders                                  |                                           | Tập: "Den of Thieves" |
| 1986       | Knight Power                                  | Variety Club (voice)                      | Episode: "Mousefall/Mouse Rise" |
| 1986       | Miami Vice                                    | John Ruger                                | Tập: "Walk-Alone" |
| 1987–1990  | Beauty and the Beast                          | Vincent                                   | 55 tập Golden Globe Award for Best Actor – Television Series Drama (1989) Q Award for Best Actor in a Quality Drama Series (1988–1989) Đề cử — Primetime Emmy Award for Outstanding Lead Actor in a Drama Series (1988–1989) Đề cử — Q Award for Best Actor in a Quality Drama Series (1990) |
| 1988       | A Stoning in Fulham County                    | Jacob Shuler                              | Phim truyền hình |
| 1992       | Blind Man's Bluff                             | Frank Cerrillo                            | Phim truyền hình |
| 1992–1993  | Batman: The Animated Series                   | Clayface / Driller (lồng tiếng)           | 4 tập |
| 1993       | The Untouchables                              | Snake                                     | Tập: "Railroaded" |
| 1993       | Bonkers                                       | Sergeant Francis Q. Grating (lồng tiếng)  | 17 tập |
| 1993       | Animaniacs                                    | Satan / Sgt. Sweete (lồng tiếng)          | 2 tập |
| 1993       | Arly Hanks                                    | Jim-Bob Buchanan                          | Phim truyền hình |
| 1994       | The Cisco Kid                                 | Lt. Col. Delacroix                        | Phim truyền hình |
| 1994       | Aladdin                                       | Arbutus (lồng tiếng)                      | Tập: "Garden of Evil" |
| 1994       | Mighty Max                                    | Goar (lồng tiếng)                         | Tập: "Tar Wars" |
| 1994       | The Little Mermaid                            | Apollo (lồng tiếng)                       | Tập: "Heroes" |
| 1995       | Tiny Toon Adventures                          | Mr. Scratch (lồng tiếng)                  | Tập: "Night Ghoulery" |
| 1995       | Fantastic Four                                | Wizard / Hulk (lồng tiếng)                | 2 tập |
| 1995       | Iron Man                                      | Dr. Bruce Banner/The Hulk (lồng tiếng)    | Tập: "Hulk Buster" |
| 1995       | Original Sins                                 | Chas Bradley                              | Phim truyền hình |
| 1995       | Mr. Stitch                                    | Doctor Frederick Texarian                 | Phim truyền hình |
| 1995       | The Adventures of Captain Zoom in Outer Space | Lord Vox of Vestron                       | Phim truyền hình |
| 1996       | Phantom 2040                                  | Graft (lồng tiếng)                        | 22 tập |
| 1996       | Wing Commander Academy                        | Daimon Karnes (lồng tiếng)                | 2 tập |
| 1996       | Duckman                                       | Roland Thompson (lồng tiếng)              | Tập: "They Craved Duckman's Brain!" |
| 1996       | Mortal Kombat: Defenders of the Realm         | Kurtis Stryker / Scorpion (lồng tiếng)    | 13 tập |
| 1996–1998  | Hey Arnold!                                   | Mickey Kaline (lồng tiếng)                | 2 tập |
| 1996       | Highlander: The Series                        | The Messenger                             | Tập: "The Messenger" |
| 1997       | Tracey Takes On...                            | Stuart                                    | Tập: "Secrets" |
| 1997       | Perversions of Science                        | 40132                                     | Tập: "The Exile" |
| 1997       | The Second Civil War                          | Alan Manieski                             | Phim truyền hình |
| 1997–1999  | Superman: The Animated Series                 | Jax-Ur (lồng tiếng)                       | 3 tập |
| 1997–1998  | The New Batman Adventures                     | Clayface (lồng tiếng)                     | 4 tập |
| 1998–2000  | The Magnificent Seven                         | Josiah Sanchez                            | 22 tập |
| 1998       | Godzilla                                      | Leviathan Alien/Ship Captain (lồng tiếng) | Tập: "Leviathan" |
| 1998       | The Outer Limits                              | Lt. Col. Brandon Grace                    | Tập: "Black Box" |
| 1998       | A Town Has Turned to Dust                     | Jerry Paul                                | Phim truyền hình |
| 1998       | Houdini                                       | Booking Agent                             | Phim truyền hình |
| 1999       | Family Law                                    | Roy                                       | Tập: "The List" |
| 1999       | Men in Black: The Series                      | Javkor (lồng tiếng)                       | Tập: "The Puppy Love Syndrome" |
| 1999       | Supreme Sanction                              | The Director                              | Phim truyền hình |
| 1999       | Primal Force                                  | Frank Brodie                              | Phim truyền hình |
| 2000       | The Wild Thornberrys                          | Wild Horse (lồng tiếng)                   | Tập: "Horse Sense" |
| 2000       | Jackie Chan Adventures                        | Karl (lồng tiếng)                         | Tập: "Shell Game" |
| 2000       | Buzz Lightyear of Star Command                | Leader (lồng tiếng)                       | Tập: "Haunted Moon" |
| 2000       | Operation Sandman                             | Dr. Harlan Jessup                         | Phim truyền hình |
| 2000       | The Trial of Old Drum                         | Charles Burden Sr.                        | Phim truyền hình |
| 2001       | Charmed                                       | Mr Kelleman                               | Tập: "Wrestling with Demons" |
| 2001       | The Legend of Tarzan                          | Colonel Nikolas Rokoff (lồng tiếng)       | Tập: "Tarzan and the Lost Treasure" |
| 2001       | The Tick                                      | Fiery Blaze                               | Tập: "Couples" |
| 2003       | Static Shock                                  | Heavyman (lồng tiếng)                     | Tập: "The Parent Trap" |
| 2003       | Justice League                                | Clayface / Orion (lồng tiếng)             | 4 tập |
| 2003–2006  | Teen Titans                                   | Slade (lồng tiếng)                        | 18 tập |
| 2004–2007  | Danny Phantom                                 | Mr. Lancer (lồng tiếng)                   | 19 tập |
| 2005       | What's New, Scooby-Doo?                       | Joe/Frozen Fiend (lồng tiếng)             | Tập: "Diamonds Are a Ghouls Best Friend" |
| 2005–2008  | The Batman                                    | Killer Croc / Bane / Rumor (lồng tiếng)   | 4 tập |
| 2006       | Masters of Horror                             | Dwayne Burcell                            | Tập: "Pro-Life" |
| 2006       | Desperation                                   | Collie Entragian                          | Phim truyền hình |
| 2006       | Justice League Unlimited                      | Orion (lồng tiếng)                        | Tập: "Flash and Substance" |
| 2007       | Afro Samurai                                  | Justice (lồng tiếng)                      | English dub 2 tập |
| 2007       | Kim Possible                                  | Warhawk (lồng tiếng)                      | 2 tập |
| 2007       | Avatar: The Last Airbender                    | Firelord Sozin (lồng tiếng)               | Tập: "The Avatar and the Firelord" |
| 2008–2013  | Sons of Anarchy                               | Clay Morrow                               | 75 tập |
| 2008–2010  | Chowder                                       | Arbor (lồng tiếng)                        | 3 tập |
| 2009       | Star Wars: The Clone Wars                     | Gha Nachkt (lồng tiếng)                   | 2 tập |
| 2009       | Robot Chicken                                 | Tony Stark / Handy Ball (lồng tiếng)      | Tập: "Tell My Mom" |
| 2009-2012  | 1000 Ways to Die                              | Narrator                                  | 45 tập |
| 2010- 2014 | Archer                                        | Ramon Limon (lồng tiếng)                  | 2 tập |
| 2010       | Batman: The Brave and the Bold                | Doctor Double X (lồng tiếng)              | Tập: "A Bat Divided" |
| 2011–2012  | American Dad!                                 | Monster Hunter / Colonel (lồng tiếng)     | 2 tập |
| 2011–nay   | Adventure Time                                | The Lich (lồng tiếng)                     | 10 tập |
| 2012       | DC Nation Shorts                              | Slade / Alfred Pennyworth (lồng tiếng)    | 3 tập |
| 2013       | Green Lantern: The Animated Series            | Sinestro (lồng tiếng)                     | Tập: "Prisoner of Sinestro" |
| 2014–2017  | Hand of God                                   | Judge Pernell Harris                      | 20 tập; kiêm giám đốc sản xuất |
| 2015       | The Blacklist                                 | Luther Braxton                            | 2 tập |
| 2015       | SuperMansion                                  | Blazar (lồng tiếng)                       | 2 tập |
| 2015–2016  | Teenage Mutant Ninja Turtles                  | Armaggon (lồng tiếng)                     | 3 tập |
| 2016       | Turbo FAST                                    | Darryl (lồng tiếng)                       | Tập: "Keep on Truckin'" |
| 2016       | Maron                                         | Mel                                       | 2 tập |
| 2016–2018  | Thợ săn yêu tinh: Truyền thuyết Arcadia       | Bular (lồng tiếng)                        | 11 tập |
| 2017       | Tangled: The Series                           | The Stabbington Brothers (lồng tiếng)     | Tập: "Cassandra v. Eugene" |
| 2017       | StartUp                                       | Wes Chandler                              | 10 tập |
| 2018       | Final Space                                   | Gary's Dad (lồng tiếng)                   | |
| 2020       | Pháp sư: Chuyện xứ Arcadia                    | Bular (lồng tiếng)                        | |

### Trò chơi điện tử
| Năm  | Tên                                                | Vai lồng tiếng               | Ghi chú                               |
| ---- | -------------------------------------------------- | ---------------------------- | ------------------------------------- |
| 1994 | The Adventures of Batman & Robin                   | Clayface                     | Phiên bản Sega CD Không được ghi danh |
| 1995 | Chronomaster                                       | Rene Korda                   |                                       |
| 1997 | Fallout                                            | Narrator, Butch Harris       |                                       |
| 1998 | Fallout 2                                          | (Thuyết minh)                |                                       |
| 2001 | Icewind Dale: Heart of Winter                      | Wylfdene                     |                                       |
| 2001 | Fallout Tactics: Brotherhood of Steel              | (Thuyết minh)                |                                       |
| 2003 | Batman: Rise of Sin Tzu                            | Clayface, Matt Hagen         |                                       |
| 2003 | True Crime: Streets of LA                          | Misha, Additional Voices     |                                       |
| 2003 | Lords of EverQuest                                 | Lord Skass                   |                                       |
| 2004 | The Chronicles of Riddick: Escape from Butcher Bay | Jagger Valance               |                                       |
| 2004 | Halo 2                                             | Lord Hood                    |                                       |
| 2005 | Narc                                               | Captain Joe Kowalski         |                                       |
| 2005 | Gun                                                | Mayor Hoodoo Brown           |                                       |
| 2005 | The Incredible Hulk: Ultimate Destruction          | Emil Blonsky/The Abomination |                                       |
| 2005 | The Outfit                                         | Tommy Mac                    |                                       |
| 2006 | Teen Titans                                        | Slade                        |                                       |
| 2006 | Justice League Heroes                              | Bruce Wayne/Batman           |                                       |
| 2007 | Halo 3                                             | Lord Hood                    |                                       |
| 2007 | Conan                                              | Conan the Barbarian          |                                       |
| 2008 | Turok                                              | Slade                        |                                       |
| 2008 | Hellboy: The Science of Evil                       | Hellboy                      |                                       |
| 2008 | Fallout 3                                          | (Thuyết minh)                |                                       |
| 2009 | Afro Samurai                                       | Justice                      | Lồng tiếng tiếng Anh                  |
| 2009 | Tom Clancy's H.A.W.X 2                             | Dagger                       |                                       |
| 2010 | Fallout: New Vegas                                 | (Thuyết minh)                |                                       |
| 2010 | Tangled: The Video Game                            | Stabbington Brotherl         |                                       |
| 2013 | Payday 2                                           | Rust                         |                                       |
| 2014 | Family Guy: The Quest for Stuff                    | (Chính mình)                 |                                       |
| 2015 | Call of Duty: Black Ops III                        | Floyd Campell                |                                       |
| 2015 | Fallout 4                                          | Anchorman                    |                                       |
| 2016 | Payday 2                                           | Rust                         |                                       |
| 2016 | Lego Dimensions                                    | Gnarlack / The Lich          |                                       |

### Sân khấu
| Năm       | Vở diễn                                  | Vai                    | Ghi chú                      |
| --------- | ---------------------------------------- | ---------------------- | ---------------------------- |
| 1975      | A Country Scandal                        | Vengerovich            | Knickerbocker Theatre        |
| 1975–1976 | Measure for Measure                      | Lucio                  | Knickerbocker Theatre        |
| 1976–1977 | The Architect and the Emperor of Assyria | The Emperor            | National & European tours    |
| 1979–1980 | Teibele and Her Demon                    | Beadle Treitel         | Brooks Atkinson Theatre      |
| 1984      | La Tragedie de Carmen                    |                        | Lincoln Center               |
| 1990–1991 | A Few Good Men                           | Lt. Col. Nathan Jessep | Music Box Theatre            |
| 1996      | Bus Stop                                 | Dr. Gerald Lyman       | Circle in the Square Theatre |